# Jajo elektryczne
Jajo elektryczne – stosowana w XIX wieku nazwa przyrządu do badań nad elektrycznością, w szczególności nad wyładowaniami elektrycznymi.

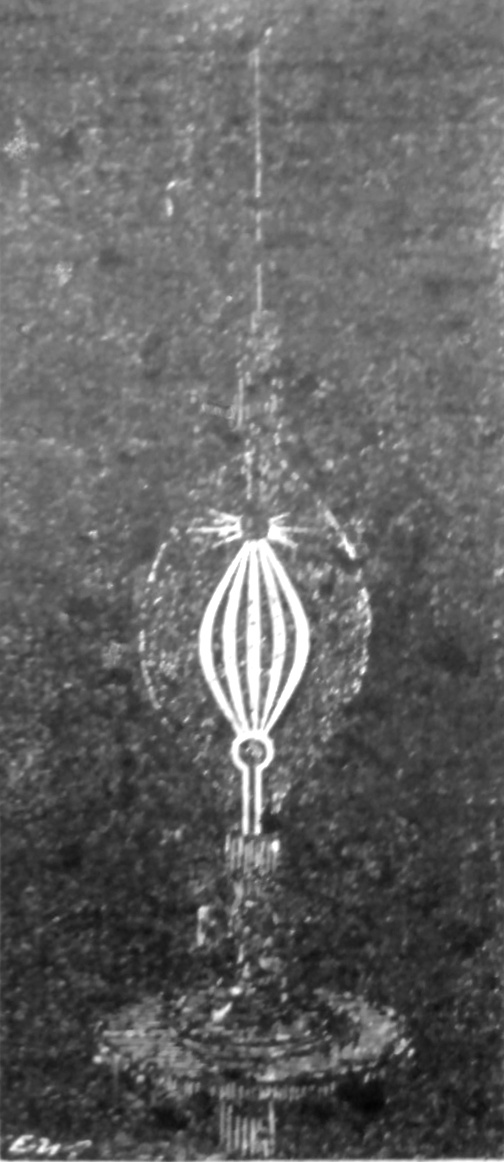
ilustracja z Orgelbranda

## Opis
Źródło: Encyklopedia Orgelbranda

Jest to naczynie eliptyczne, w którym można rozrzedzić powietrze i w którym przesuwane być mogą dwa pręty metalowe prowadzące na zewnątrz; jeżeli kulkę jednego pręta zbliżymy do konduktora, to za każdym wyładowaniem objawia się wspaniały przebieg iskier. Przy znaczniejszej długości iskra przedstawia przebieg wyraźnie zygzakowaty, na podobieństwo błyskawicy; blask i barwa iskry są różne, zależą od natury przewodników, między którymi iskra przeskakuje i zawartości naczynia, w którym przebiega.